# Cimarron (1931)
Cimarron is een Amerikaanse western uit 1931 onder regie van Wesley Ruggles. De film is gebaseerd op de gelijknamige roman uit 1929 van de Amerikaanse schrijfster Edna Ferber. Ruggles won voor deze film de Oscar voor Beste Film.

## Verhaal
In 1889 geeft de Amerikaanse regering een groot gebied in Oklahoma vrij voor kolonisatie. De advocaat Yancey Cravat verhuist met zijn gezin vanuit Wichita naar Oklahoma om daar als dagbladuitgever aan de slag te gaan. Op die manier draagt hij bij aan de uitbouw van de maatschappelijke structuren in de nederzetting Osage. In 1893 verlaat Yancey zijn gezin om te helpen bij de kolonisatie van een ander gebied. Zijn vrouw Sabra neemt intussen de krant over. Als er olie wordt gevonden, keert Yancey terug om zich kandidaat te stellen voor het gouverneurschap. Hij krijgt het echter al snel aan de stok met machtige zakenlieden. Ten slotte verlaat Yancey weer zijn gezin. Zijn vrouw Sabra gaat in de politiek en wordt afgevaardigde in het Congres voor de staat Oklahoma.

## Rolverdeling
| Acteur          | Personage       |
| --------------- | --------------- |
| Richard Dix     | Yancey Cravat   |
| Irene Dunne     | Sabra Cravat    |
| Estelle Taylor  | Dixie Lee       |
| Nance O'Neil    | Felice Venable  |
| William Collier | The Kid         |
| Roscoe Ates     | Jesse Rickey    |
| George E. Stone | Sol Levy        |
| Stanley Fields  | Lon Yountis     |
| Robert McWade   | Louis Hefner    |
| Edna May Oliver | Mrs Tracy Wyatt |
| Judith Barrett  | Donna Cravat    |
| Eugene Jackson  | Isaiah          |